# Setta dei Filadelfi
La setta dei Filadelfi fu attiva in Andrano tra la fine degli anni '10 e gli inizi degli anni '20 del XIX secolo, all'epoca della dominazione borbonica.
Era una società segreta di stampo carbonaro costituita da diversi membri del paese, di cui alcuni erano personaggi importanti della comunità. Era dedita a furti, malversazioni, intimidazioni, propaganda sovversiva. Tuttavia anche se teoricamente segreta e fuorilegge, in alcuni periodi professava apertamente il suo operato, propagandando le proprie idee, rivendicando pubblicamente le sue azioni e arrivando per un breve periodo ad essere il governo de facto del paese.

## Contesto storico
I fatti si svolgono nel periodo della carboneria attiva in varie parti d'Italia e d'Europa, e sono connessi agli avvenimenti che coinvolsero il Regno delle due Sicilie e la sua dinastia borbonica.
Il Congresso di Vienna nel 1815 avvia la restaurazione dell'Ancien Régime nell'Europa sconvolta dalle guerre napoleoniche. Il Bonaparte è sconfitto, le antiche dinastie regnanti tornano al potere, leggi, costumi, guardie nazionali, religione laica, partiti politici, governi e istituzioni generate dalla Rivoluzione Francese ed esportate in tutto il continente dalle armate rivoluzionarie sono abolite.
Tuttavia la parte più genuina delle idee rivoluzionarie non è dimenticata dai popoli che le hanno conosciute e, passata l'onda della restaurazione si riorganizzano segretamente riproponendosi di riaffermarle nelle loro terre. Nascono così società segrete, spesso conosciute come carbonare, che operano clandestinamente contro tribunali e polizia degli assolutismi monarchici e che scatenano appena 5 anni dopo il Congresso di Vienna il primo ciclo di Moti rivolti a recuperare la propria emancipazione politico-sociale dall'Ancien Régime.
Nel gennaio 1820 scoppia la rivolta in Spagna, poi nel napoletano che ha successo ed in breve porta alla promulgazione da parte del regno delle due sicilie di una costituzione. Altre rivolte si hanno in Sicilia, Piemonte, Portogallo.
Tuttavia le monarchie non colpite dai Moti decidono di riportare ordine sul continente e intervengono in armi contro i nuovi governi. Tutte le conquiste del 1820 sono perdute, si attua una nuova restaurazione. Nel Regno delle Due Sicilie nel 1821 l'esercito imperiale austriaco sconfigge i napoletani più di una volta e conquista la capitale, annullando tutto quello che era stato concesso dal sovrano.
Sempre nello stesso anno in Grecia scoppia la guerra d'indipendenza contro il dominio turco-ottomano. Molti intellettuali e combattenti europei, spesso dopo la repressione dei moti carbonari nei propri paesi va a combattere in Grecia.

## I Filadelfi
Nata nel 1817, non si hanno notizie certe riguardo ai particolari della sua fondazione. Tuttavia dovette preoccupare parecchio le autorità dell'epoca in quanto, in quello stesso anno, fu inviata in Andrano per reprimerli la truppa reale del Regno borbonico, al comando del generale Richard Church. A seguito di questo avvenimento i Filadelfi si “addormentano”, continuando però a tenere riunioni segrete e organizzarsi in incognito.
Con la rivoluzione del 1820 si riattivano apertamente e diventano il governo de facto di Andrano. A quest' epoca l'organigramma direttivo della setta era il seguente:
- Cancelliere = notaio Francesco Saverio Riccio
- Oratore = Sacerdote Gaspare Urso
- 1° sorvegliante = Luca Cioffi
- Segretario = Tommaso Pisanò
- 2° sorvegliante = Pasquale Accogli
- Mastro Paolo
- Francesco di Lazzaro Accogli
- Giuseppe di Moro Accogli

Gli adepti della setta si chiamavano tra loro “fratelli” e il grado base nella gerarchia era F.F. in 2º grado, stando la dicitura F.F. per Fratello Filadelfo. Ai nuovi iscritti veniva consegnata una pergamena con il proprio nome, i nomi e le firme del “direttivo” (cancelliere, oratore, 1° e 2° sorvegliante), e lo stemma della società segreta formato da due scuri incrociate contornate dalla scritta "difensori della patria” con sotto la dicitura “squadra di andrano". C'era poi la data, con l'anno indicato come anno 1° della Vera Luce, in quanto i filadelfi avevano cominciato a conteggiare gli anni a partire dai vittoriosi Moti del 1821.
Alla caduta dei costituzionalisti e la restaurazione dell'antico regime che li aveva già perseguiti nel 1817, non ritornano nell'anonimato ma continuano a imperversare nel comune, anzi diventano più combattivi e violenti di prima perché le autorità “ufficiali” riprendono coraggio e intraprendenza con il ripristino del vecchio governo regale, motivo per cui decidono di combatterle apertamente per non perdere l'autorità acquisita durante la parentesi costituzionale.

## Azioni eversive
Oltre ai soliti furti e scorribande nelle campagne e nel paese, durante le quali rubavano galline, uova, animali da cortile, prodotti agricoli, instaurarono un regime del terrore tra la popolazione andranese, facendo propaganda sulla nuova rivoluzione imminente, combattendo e minacciando chi li osteggiava e facendo iscrivere con la forza altri concittadini alla setta.
Erano soliti riunirsi nella casa di padre Gaspare o nel palazzo baronale (attuale Palazzo Massa-Colosso), proprietà di un membro della setta. Spesso andavano a bere nell'osteria del paese senza pagare mai il conto, in quanto l'oste era un loro avversario che non voleva diventare loro fratello.
Mettono in atto il furto di 10 tomoli di grano dal deposito del Sig. Villani (galatinese, il più grosso latifondista di andrano dell'epoca). Spesso banchettano nelle loro riunioni con le cibarie rubate durante i loro ‘raid’.
Girano sempre armati di pugnali e stiletti. Minacciavano la gente del paese di ritorsioni contro di loro o i loro familiari nel caso in cui decidessero di non iscriversi. Molti cittadini, impauriti da tali minacce accettavano loro malgrado di diventare “filadelfi”. Uno tra gli ultimi ad essere arruolato con la forza fu il sig. Pascale Martella.
Le minacce non rimanevano campate in aria. I più riottosi alla loro politica vennero perseguitati senza scampo. Esempio ne è il signor Vito Urso che fu frustato a sangue con una fune impeciata; o i signori Trifone Mariano e Mastro Gaetano Stefanelli di Marittima che vengono aggrediti e picchiati a sangue.
Dopo la caduta del governo costituzionale e la restaurazione, l'arciprete di andrano Don Leonardo Quaranta, sacerdote di andrano sin dal 1799 e molto amato dai fedeli del paese, pronuncia in chiesa durante la messa del 28 marzo 1821, una predica contro i settari filadelfi, redarguendo i paesani a non appoggiare più i settari in quanto il governo da loro sostenuto è caduto, denunciando oltretutto eventuali altre malversazioni attuate da costoro. Il giorno dopo, 29 marzo, i filadelfi si riuniscono nel palazzo baronale, deliberando l'uccisione dell'arciprete come ritorsione all' anatema pronunciato il giorno precedente. Tuttavia la condanna non viene eseguita perché molti dei settari si oppongono, in quanto molti erano entrati nella setta contro la loro volontà e non appoggiarono tale progetto che venne abbandonato.
Continuano a dichiarare la prossima rivolta contro il governo, motivo per cui loro dovevano continuare a tenere le redini del governo del paese e la gente appoggiarli più che mai per essere preparati a tale evento. Vanno in giro per case e masserie a ribadire l'imminenza della rivolta annunciando che: "presto sarebbe corso a fiumi il sangue e la carne umana venduta sulla pubblica piazza".
In una riunione tenutasi in un luogo segreto di Andrano con degli emissari greci, probabilmente inviati dai ribelli che stanno combattendo contro i Turchi (proprio in quel periodo di fronte alle coste salentine anche l'Epiro si libera dal giogo ottomano grazie all' azione di Alì Pasha), si decide di organizzare agli ordini della setta di Andrano 70 uomini armati con cui marciare per dare manforte alla nuova rivoluzione che si prospetta debba scatenarsi a breve contro i borboni, per ripristinare il governo costituzionale appena caduto.

## Conclusione
Con la repressione del governo costituzionale, il governo reale emana una legge, il Regio Decreto contro le società segrete, volto a impedire la nascita di nuovi focolai sovversivi. Nella seconda metà del 1821 le autorità andranesi si organizzano per mettere fine al potere dei filadelfi. Una commissione guidata dal sindaco e da Don Leonardo Quaranta, mandano una serie di denunce e testimonianze al Commissario Generale Baratelli che apre un'inchiesta presso il tribunale regio contro la setta.
Il 15/12/1821 viene emesso il mandato di arresto contro il capo della setta Francesco Saverio Riccio che viene arrestato il 26 dello stesso mese.
Esso viene sospeso dall'esercizio della professione notarile nel 1822 e dopo 10 anni di carcere reintegrato. In questi anni si impegna molto a dimostrare il suo pentimento e il suo “riallineamento” politico. Frequenta sempre la chiesa del carcere, prega molto, fa prestare servizio al figlio nella truppa reale, infatti sarà caporale dell'esercito presso la piazza di Trani, e invia una serie di richieste di grazia al Commendatore Guarini che alla fine lo libera reintegrandolo nella sua professione.

## Briganti o rivoluzionari?
Dare un giudizio troppo semplicistico a questa particolare esperienza storica di andrano può essere sbagliato. Anche perché i pochi documenti e testimonianza pervenuteci sono tutte di parte, dei tribunali che li hanno condannati e dei cittadini che li hanno denunciati. Troppo facile tacciare come criminali i filadelfi, come a prima vista sembrerebbe scontato fare. Bisogna considerare che sono nati e hanno svolto la loro attività durante i moti carbonari del 1820, e furono espressione del potere dato ai circoli liberali e alle società segrete di opposizione al regime borbonico dal governo costituzionale temporaneamente vittorioso. Tuttavia, dato il loro comportamento arrogante ed egoistico non si possono neanche elevare al rango di eroi progressisti o patrioti risorgimentali.

## Contesto sociale
Nel censimento del 1799 Andrano è un comune di 663 abitanti, e nel 1820 la popolazione è aumentata di poco. La curia che serve la comunità e formata da 3 sacerdoti, 2 diaconi e 5 tra chierici e novizi. Tra questi il filadelfo Padre Gaspare Urso, di Andrano, e il “refrattario” don Leonardo Quaranta, di Morciano di Leuca, serve come arciprete del paese dal 1799 e lo sarà fino al 1855, per questo rimarrà molto affezionato al paese e sarà amato dal comunità.
All'epoca Andrano era un borgo agricolo formato quasi totalmente da poverissimi contadini, quasi tutti senza terra, vessati dal lavoro semiservile presso i latifondi dei nobili (dei quali nessuno di andrano) e della Chiesa. Analfabeti, disorganizzati, senza rappresentanze politiche o sindacali, di generazione in generazione lavoravano la terra per sopravvivere. Il potere statale si appoggiava ai grandi latifondisti, non offrendo garanzia alcuna per i nullatenenti. La chiesa aveva grande influenza nella società dell'epoca: essendo tutti credenti praticanti, ciò che predicava era quasi un ordine a cui uniformarsi, scandiva la vita quotidiana con le sue liturgie e le sue ricorrenze sacre.
La gente era tenuta in soggezione nei confronti dell'ordine costituito. Credenze popolari, dicerie, leggende di ogni sorta spesso assurde o grottesche frutto dell'ignoranza, tenevano la popolazione ostaggio di usi e consuetudini improntati a far sì che tutto nel mondo rurale restasse immutato, con i contadini poveri e sottomessi, servi dei latifondisti, le donne semplici strumenti di procreazione che non avevano voce in capitolo nemmeno nella loro famiglia, figli a carrettate utili come manodopera a buon mercato per i lavori nei campi o nelle case dei signori nobili. Situazione, questa, che in particolare ad Andrano, nonostante l'unificazione, l'avvento del fascismo, le due guerre mondiali, non sarebbe molto cambiata fino agli anni '60 del XX secolo, quasi fosse una realtà gattopardiana, in cui tutto cambia per far restare tutto uguale.
Un piccolo cambiamento la costituzione del 1820 l'avrebbe potuto portare, mentre molte società segrete che per essa si erano battute aspiravano a conquiste sociali più ampie, eredi degli ideali giacobini della Rivoluzione francese. Ad essi si erano accodati i Filadelfi che cercarono anche dopo la caduta dei costituzionalisti di preservare le conquiste ottenute, combattendo in maniera brutale quello che era un ritorno all' oscurantismo più bieco. In quest' ottica si potrebbe interpretare la loro brutale opposizione alla chiesa reazionaria, che si riallineava al potere assoluto dei restaurati borbonici, oppure il tentativo di convincere i propri concittadini a destarsi con le buone o con le cattive contro la secolare sottomissione al potere reale ed ecclesiastico, anche usando la forza, pur di far evolvere Andrano verso una nuova era politica e sociale.
Tuttavia la loro brutalità, la violenza gratuita contro gli stessi concittadini che volevano tramutare in “fratelli”, l'operato quanto mai deplorevole di Padre Gaspare, i furti indiscriminati fanno pensare ad un deragliamento quasi malavitoso della loro società.
È possibile che essi, nati con scopi effettivamente progressisti si siano fatti prendere la mano dal potere esercitato sul paese dimenticando la loro missione rivoluzionaria oppure, nati come setta per motivi puramente veniali e facinorosi, con l'evolversi degli eventi caratterizzati dai Moti carbonari, si siano convertiti alle idee progressiste e liberali dei combattenti rivoluzionari, abbracciando entusiasticamente la loro causa. Che l'una o l'altra ipotesi sia corretta, ad oggi, purtroppo, è impossibile da stabilire.